# Hookfarm
Hookfarm var et dansk pladeselskab, der eksisterede fra 1974 til 1977. Det blev etableret og drevet af Michael Krogsgaard  (navnet Hookfarm var en anglificering af Krogsgaard) og stod bl.a. bag udgivelsen af C.V. Jørgensens to første plader, En stynet strejfer (1974) og T-shirts, terylenebukser og gummisko (1975), samt fusionsgruppen Buki Yamaz' første plade.

## Eksterne kilder og henvisninger
1. ↑   Martinov, Niels, 2007: C. V. Jørgensen – en biografi om den danske rockpoet. People's Press, side 49.